# Quinta del Sordo

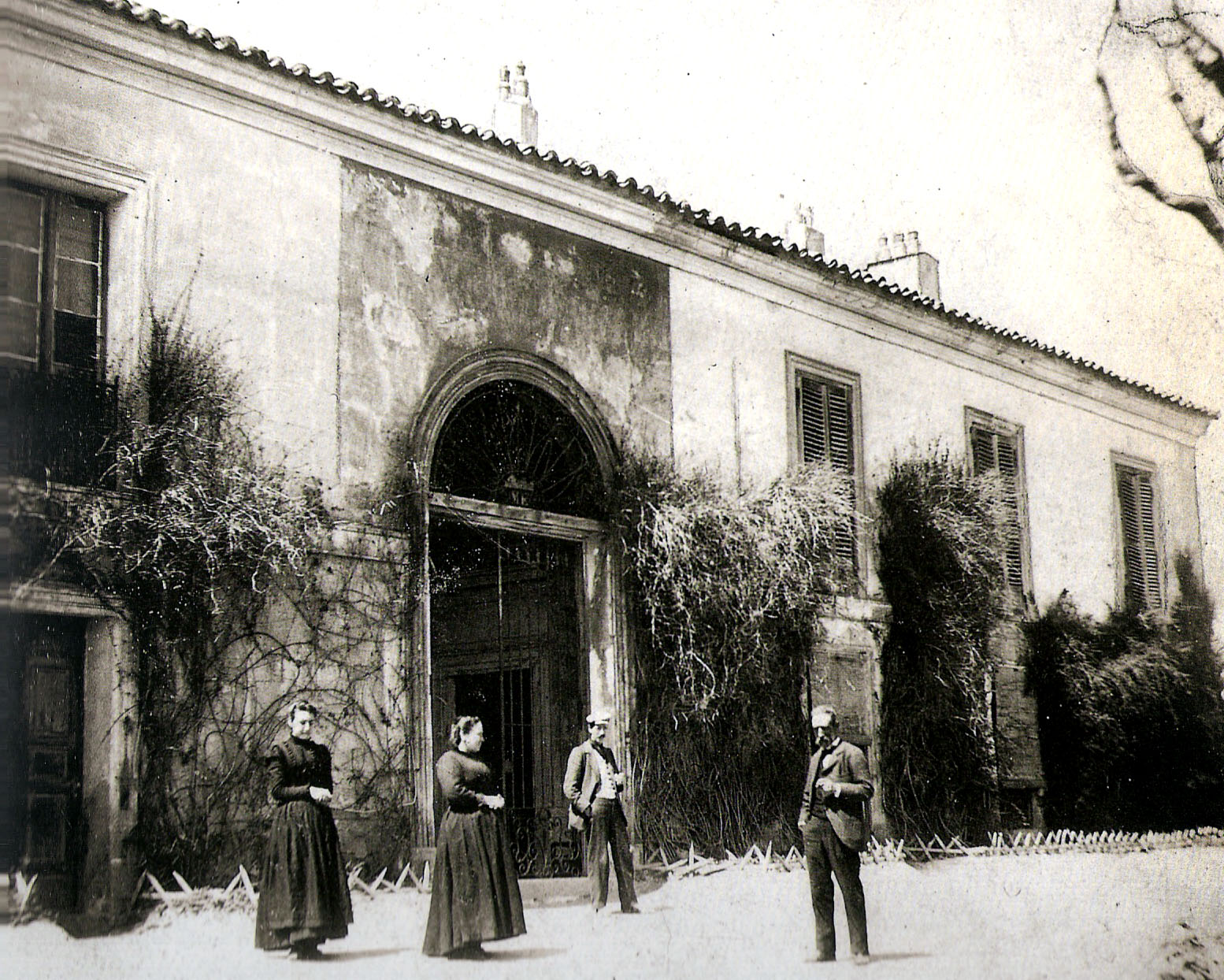
Façana de la casa de Goya, cap a 1905 (foto Asenjo)

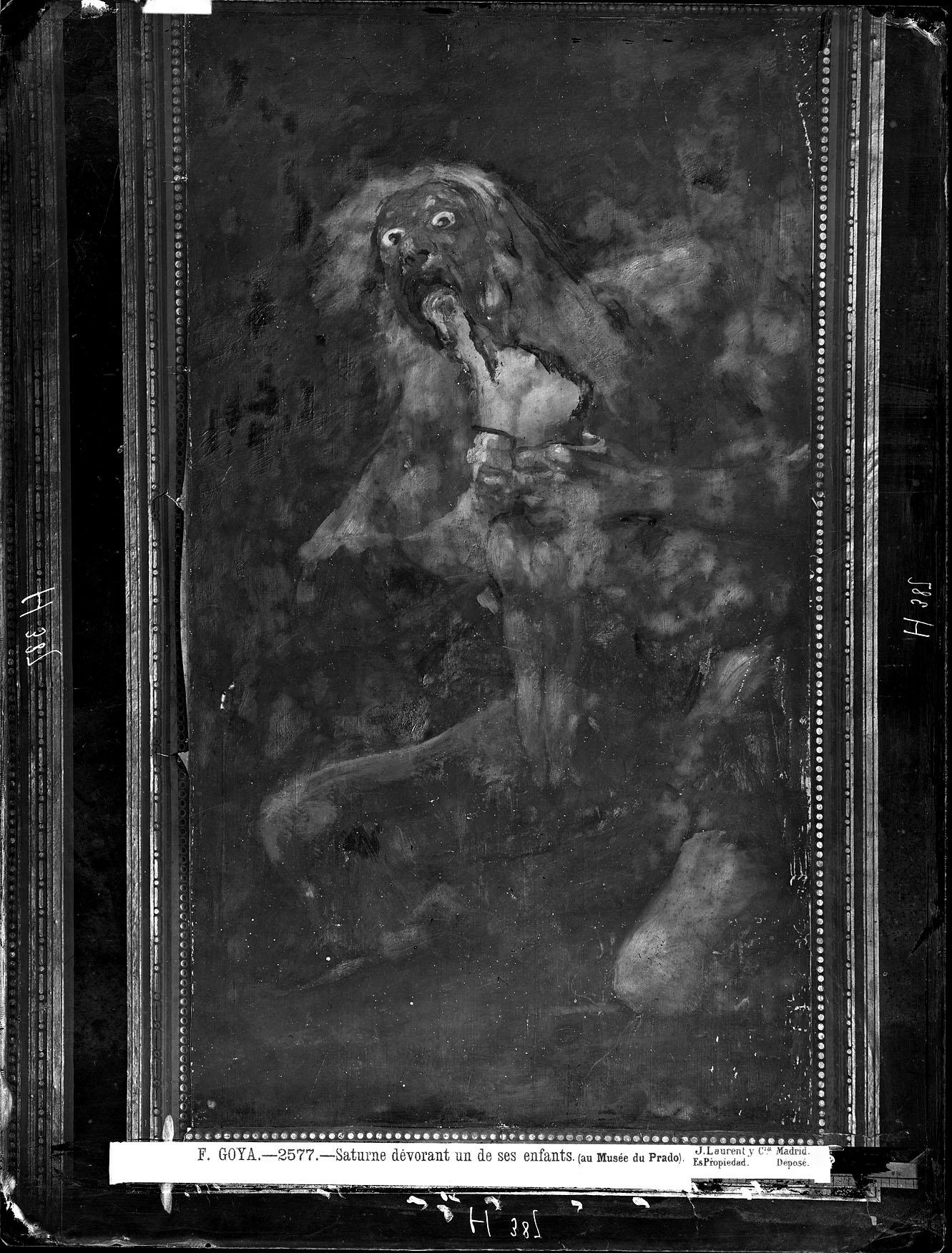
Fotografia de J. Laurent, de la pintura mural Saturn, a la casa de Goya, l'any 1874. Aquesta pintura estava emmarcada per un marc de paper

La Quinta del Sordo era el nom d'una extensa finca i casa de camp situada als afores de Madrid en la qual va viure Francisco de Goya durant els seus últims anys a Espanya abans del seu exili, i en la qual es trobaven les pintures negres. En contra de la creença popular, el nom de l'immoble no es devia a la sordesa del pintor, sinó a la del seu anterior propietari.

## Relació de Goya amb la finca
Goya va adquirir aquesta vila el 27 de febrer de 1819, a un anterior propietari que era sord, i a qui devia el nom la finca. A l'immoble, va residir fins a la seva partida cap al seu exili de Bordeus el 1824. En els breus períodes en què va tornar a Madrid s'hi va allotjar, que romania a càrrec del seu net Mariano. Hi ha diverses explicacions plausibles per a la compra de la finca per part del pintor, com són la seva ideologia liberal, que li faria desitjar viure allunyat de la cort totalitària de Ferran VII, o el fet de conviure discretament amb Leocadia Zorrilla de Weiss (esposa d'Isidoro Weiss), mare de Rosari Weiss, de qui es deia que era filla del pintor, si bé oficialment eren la seva majordoma i la seva afillada o protegida. Després de la caiguda el 1823 de Riego i la reinstauració de l'antic règim, Goya, sabedor de la seva pública condició de liberal, fuig de la repressió el 1824 obtenint el salconduit amb l'excusa de prendre uns banys terapèutics a Plombières-les-Bains, d'on va passar a Bordeus.

## Descripció
Aquesta casa estava situada prop del carrer Saavedra Fajardo, de Madrid, al marge dret del riu Manzanares, i a més de 300 metres del pont de Segòvia, a l'arrencada del camí de l'ermita de Sant Isidre. Aquest lloc era a començaments del segle xix un paratge natural d'hortes i cases de camp aïllades. Hi ha teories que afirmen que originàriament només tenia una planta. Sigui com sigui, les descripcions que han arribat als nostres dies són de dècades posteriors a la mort de l'artista, i donen a conèixer un casalot de planta rectangular, amb dues plantes. Als voltants de la construcció hi hauria zones enjardinades, horts i terrasses de grava o arena.
La casa, que era d'humil factura i de no gaire bona qualitat de construcció, deu la seva fama a la sèrie de les pintures negres realitzades amb oli al secco sobre el guix de les parets. Aquestes pintures, encara que sobre la paret, tenien instal·lats uns marcs de paper, i la resta del parament era decorat amb paper pintat de la Real Fàbrica de Paper Pintat amb motius florals i vegetals en la planta inferior, i geomètrics diagonals en la superior. De tot l'edifici, només de l'ala decorada amb les pintures negres es van recollir descripcions minucioses, mostrant dues grans sales, una per planta. La planta baixa tindria la porta en una de les parets curtes, que donaria al vestíbul principal de la casa i en el qual se situava l'àmplia escala. Als murs llargs, hi hauria dues finestres en els extrems, i en el mur curt oposat a la porta, una única finestra. La planta superior, d'idèntiques dimensions, tindria la porta en la mateixa ubicació que la sala inferior, i la distribució era idèntica amb l'excepció de presentar una única finestra centrada en cada mur llarg, en oposició a les dues esmentades de la sala inferior. El primer catàleg de pintures, el va fer Antonio Brugada, pintor i amic personal del mestre, el 1828, poc després de la mort d'aquest, donant compte de vuit pintures a la sala superior (de les quals, se'n conserven identificades set) i set en la inferior (totes conservades i identificades).
En data no gaire llunyana a 1854, Mariano Goya, net del mestre, va vendre la propietat. En pocs anys, la casa va tenir successius propietaris i les pintures murals es van anar deteriorant. El 1873, va acabar a les mans de Frédéric Émile d'Erlanger, aristòcrata i banquer francès, d'origen alemany, que va intentar vendre les pintures murals, primer al Louvre, i posteriorment a l'Exposició Universal de París de 1878. Tanmateix, desanimat potser pel poc interès suscitat per l'obra en venda, va acabar donant la col·lecció al Museu del Prado.
Abans de l'arrencada i trasllat de les pintures murals, el restaurador Salvador Martínez Cubells va encarregar al fotògraf J. Laurent, el 1874, la reproducció de les pintures existents als murs. No obstant això, en aquell moment una de les quinze pintures ja havia desaparegut. D'aquest fet, ja el 1867 donava notícies Charles Yriarte, i fa pensar que es va extreure molt abans d'adquirir la propietat Erlanger.
Els negatius de vidre de Laurent, de les 14 pintures murals existents el 1874, es conserven a Madrid, a l'Arxiu fotogràfic Ruiz Vernacci, del Ministeri d'Educació, Cultura i Esport. Totes aquestes fotografies van ser publicades l'any 1992 al Butlletí del Museu del Prado.
En part dels terrenys de la finca es va construir el 1884 l'estació de Goya, fet pel qual va rebre el seu nom. Donava servei a una línia de via estreta que unia Madrid amb el municipi toledà d'Almorox, estació aquesta que va tancar i va ser demolida el 1970. Per la seva part, l'habitatge del pintor va romandre abandonat durant llarg temps, cosa que en va augmentar el deteriorament, fins que finalment va ser demolit al voltant el 1909 per evitar-ne l'ensorrament incontrolat.

## Controvèrsia sobre lespintures negres
El 2003, el catedràtic d'història de l'art Juan José Junquera posava en dubte, en un article de la revista Descubrir el Arte, l'autoria de Goya sobre les pintures negres. La tesi de Junquera es basava en el fet que la primera notícia que es té de les pintures negres és gairebé quaranta anys posterior a la seva mort, a més del fet que la Quinta del Sordo tenia només una planta baixa quan el pintor hi va viure, mentre que part de les pintures van aparèixer a la planta superior, construïda anys després de la mort de Goya. Segons Junquera, les pintures negres haurien estat obra de Javier Goya, fill del mestre i també pintor de professió, i haurien estat passades per obra de Francisco de Goya pel net d'aquest, a la mort del seu pare el 1854 -època al voltant de la qual es "descobreixen" les pintures negres- per afegir valor a l'immoble i així afavorir-ne la venda.
No obstant això, aquesta hipòtesi no s'ha confirmat. Les teories del professor Junquera han estat completament rebatudes el 2004, punt per punt, per l'investigador britànic Nigel Glendinning, un dels més reconeguts especialistes en l'obra de Goya.